# كلية الأرصاد والبيئة بجامعة الملك عبد العزيز
أنشأت وزارة الدفاع والطيران معهداً للأرصاد عام 1394هـ ألحق فيما بعد بجامعة الملك عبد العزيز عام 1396هـ وبعد ذلك افتتحت أقسام مختلفة كان آخرها قسم العلوم البيئية عام 1400هـ . انشئت الكلية العديد من المرافق المهمة لدفع العملية التعليمية ومن هذه المرافق :
محطة أبحاث هدى الشام ومحطة الرصد الأوتوماتيكية و المكتبة بالإضافة إلى العديد من المعامل المدعمة بأحدث الأجهزة
كما قامت الكلية بإنشاء جمعيتين هما جمعية الأرصاد و جمعية العلوم البيئية

## أهداف الكلية
- ربط المناهج المختلفة بالاحتياجات الفعلية لسوق العمل الحالية والمستقبلية
- رفع الكفاءة العلمية وتنمية قدرات الطالب الذهنية والبحثية وتشجيعه على التفكير والتحليل العلمي الحديث
- الإسهام في تقدم العلم والمعرفة عن طريق التوسع في البحوث العلمية وتشجيعها

## الأقسام والدرجات العلمية
يوجد بكلية الأرصاد والبيئة وزراعة المناطق الجافة أربعة أقسام تمنح درجة البكالوريوس والماجستير كما يلي:
- قسم الأرصاد
- قسم العلوم البيئية
- قسم زراعة المناطق الجافة
- قسم علوم وإدارة موارد المياه

## الدراسات العليا
بعد تخرج الطالب من البكالوريوس بإمكانه إكمال دراسته العليا بالشهاداة التي تقدمها الكلية :
- شهادة الماجستير و وتمنح في التخصصات التالية : الأرصاد ، علوم بيئية ، علوم وإدارة موارد المياه ، إنتاج حيواني ، بساتين ، وقاية محاصيل ، محاصيل حقلية وعلوم التربة ، إرشاد زراعي ، موارد طبيعية
- شهادة الدكتوراه وتمنح في التخصصات التالية : إنتاج حيواني ، بساتين ، وقاية محاصيل ، محاصيل حقلية وعلوم التربة ، موارد طبيعية

## الموقع الرسمي
موقع كلية الأرصاد والبيئة بجامعة الملك عبد العزيز 